# Puls (bier)
Puls is een Estisch biermerk. Het bier wordt gebrouwen in Brouwerij Viru in Haljala. Puls werd sinds 2005 gebrouwen door brouwerij Puls (Pärnu Õlletehas) in Pärnu. In 2008 kwam het merk in handen van de huidige brouwerij. De brouwerij in Pärnu werd gesloten en de productie overgebracht naar Haljala.

## Varianten
- Classic, blond bier met een alcoholpercentage van 4,7%
- Tume Lager, bruin bier met een alcoholpercentage van 5%
- Vaskne Lager, roodbruin bier met een alcoholpercentage van 5,2%
- Tume Kirss, donkerbruin fruitbier met een alcoholpercentage van 4,6%
- Extra Lager, goudblond bier met een alcoholpercentage van 5%
- Extra Lager Export, blond bier met een alcoholpercentage van 5,2%
- Pilsner, blond bier met een alcoholpercentage van 4,2%
- Jõululegend, bruin kerstbier met een alcoholpercentage van 5,4%
- hele alkoholivaba, laagalcoholisch blond bier met een alcoholpercentage van 0-0,3%
- tume alkoholivaba, laagalcoholisch amber bier met een alcoholpercentage van 0-0,3%